# Complesso ciclopentandienile
Un complesso ciclopentadienile è un composto organometallico contenente uno o più gruppi ciclopentadienilici (C5H5–, in genere abbreviato come Cp) legati ad un metallo.

## Strutture e legami
I complessi ciclopentadienilici possono avere strutture e proprietà diversissime, a seconda di come il gruppo ciclopentadienile è legato al metallo. Possono esistere sia legami covalenti con diversa apticità, indicata con la lettera greca 'eta' (η), sia legami ionici, sia più leganti Cp legati allo stesso metallo, anche in modi diversi. Quando il gruppo ciclopentadienile è legato in modo π, e soprattutto nel caso η5, il legame tra il metallo e il gruppo Cp è piuttosto robusto, così che reazioni di dissociazione sono difficili. Inoltre, il gruppo Cp è per lo più inerte ad attacchi sia nucleofili che elettrofili; questa stabilità fa sì che il legante Cp e i suoi derivati siano spesso utilizzati come leganti spettatori. L'anello Cp è invece molto reattivo nei casi classificabili come legame ionico.

### Complessi contenenti η5-Cp
La coordinazione η5 del legante Cp è quella più comunemente osservata nei complessi ciclopentadienilici; si conosce un numero enorme di complessi di questo tipo. Tutti i cinque atomi di carbonio sono legati al metallo e tutte le distanze C–M sono equivalenti. A questo gruppo appartengono i metalloceni, composti a sandwich con formula Cp2Me, caratterizzati da una struttura dove i due leganti Cp sono paralleli e il metallo è al centro tra i due leganti (vedi figura). Un esempio è il ferrocene, che occupa un posto importante nella storia della chimica organometallica, dato che fu il primo composto a sandwich di cui fu chiarita la struttura nel 1952. Esistono anche i cosiddetti metalloceni piegati, dove i due anelli Cp non sono paralleli e sono presenti anche altri leganti.

Metalloceni
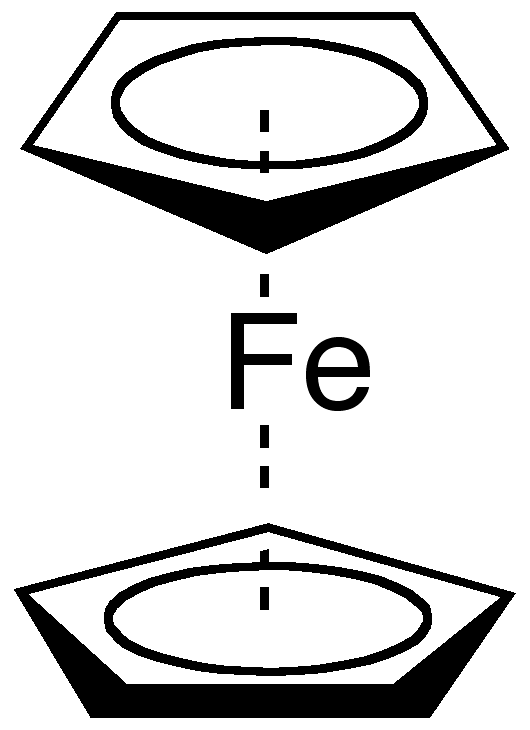
Ferrocene
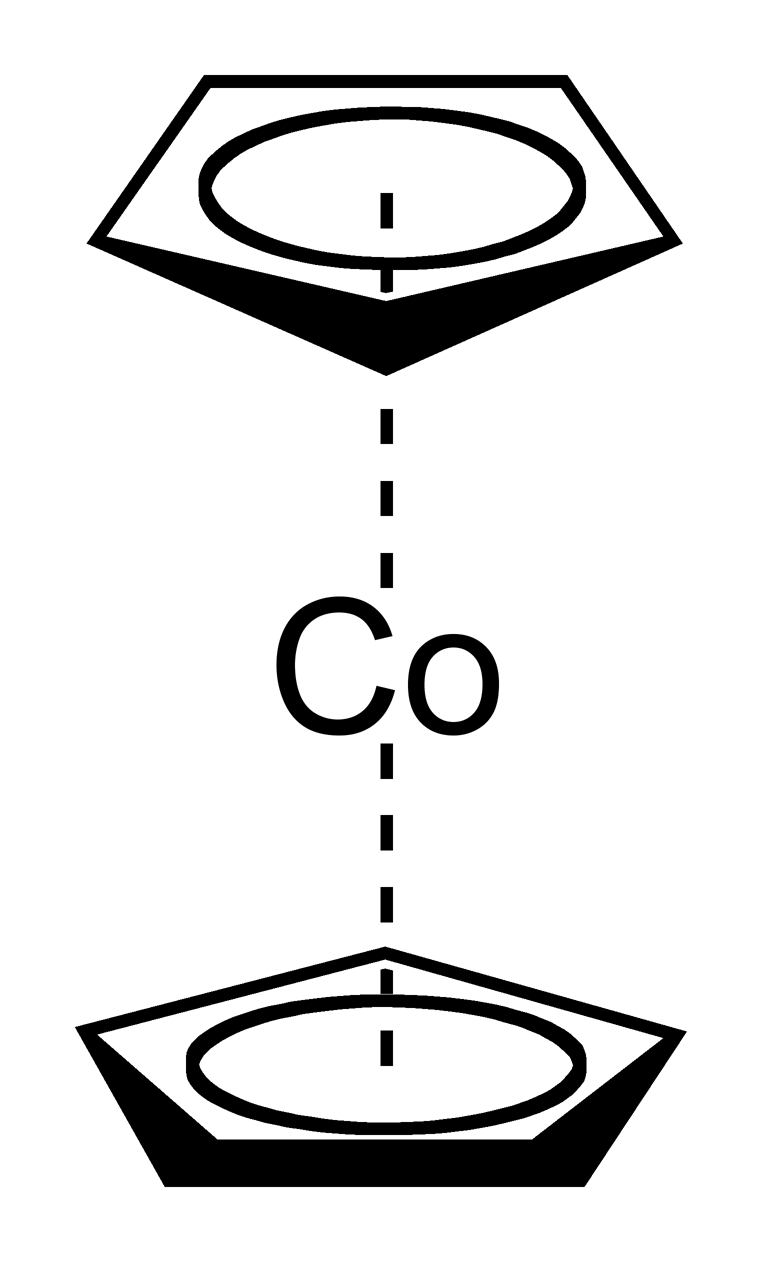
Cobaltocene
Nichelocene

Metalloceni piegati
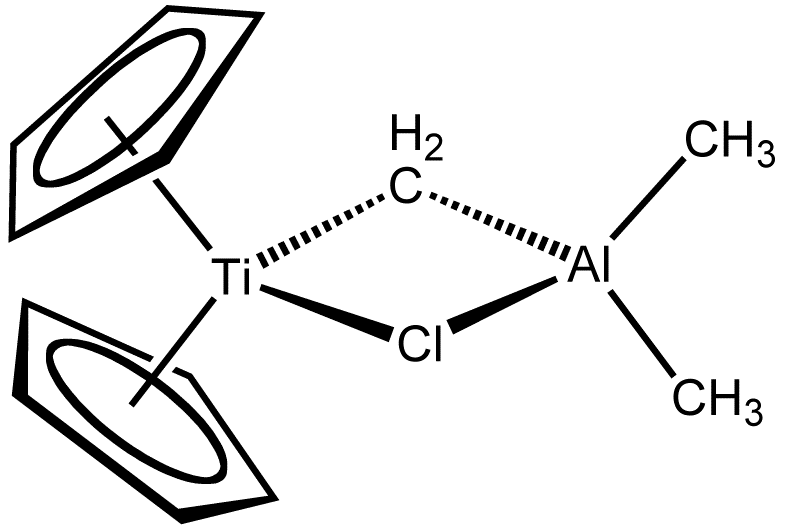
Reattivo di Tebbe
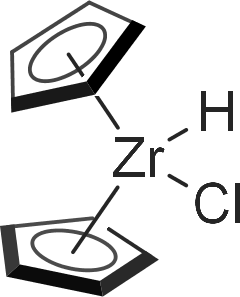
Reattivo di Schwartz
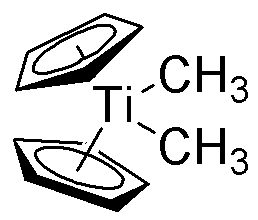
Reattivo di Petasis

Quando è presente un solo gruppo Cp si hanno i cosiddetti complessi half sandwich o a sgabello di pianoforte (dall'inglese piano stool), con formula generale CpMLn. Lo sgabello può avere da una a quattro gambe, come illustrato negli esempi seguenti:

Complessi a sgabello di pianoforte
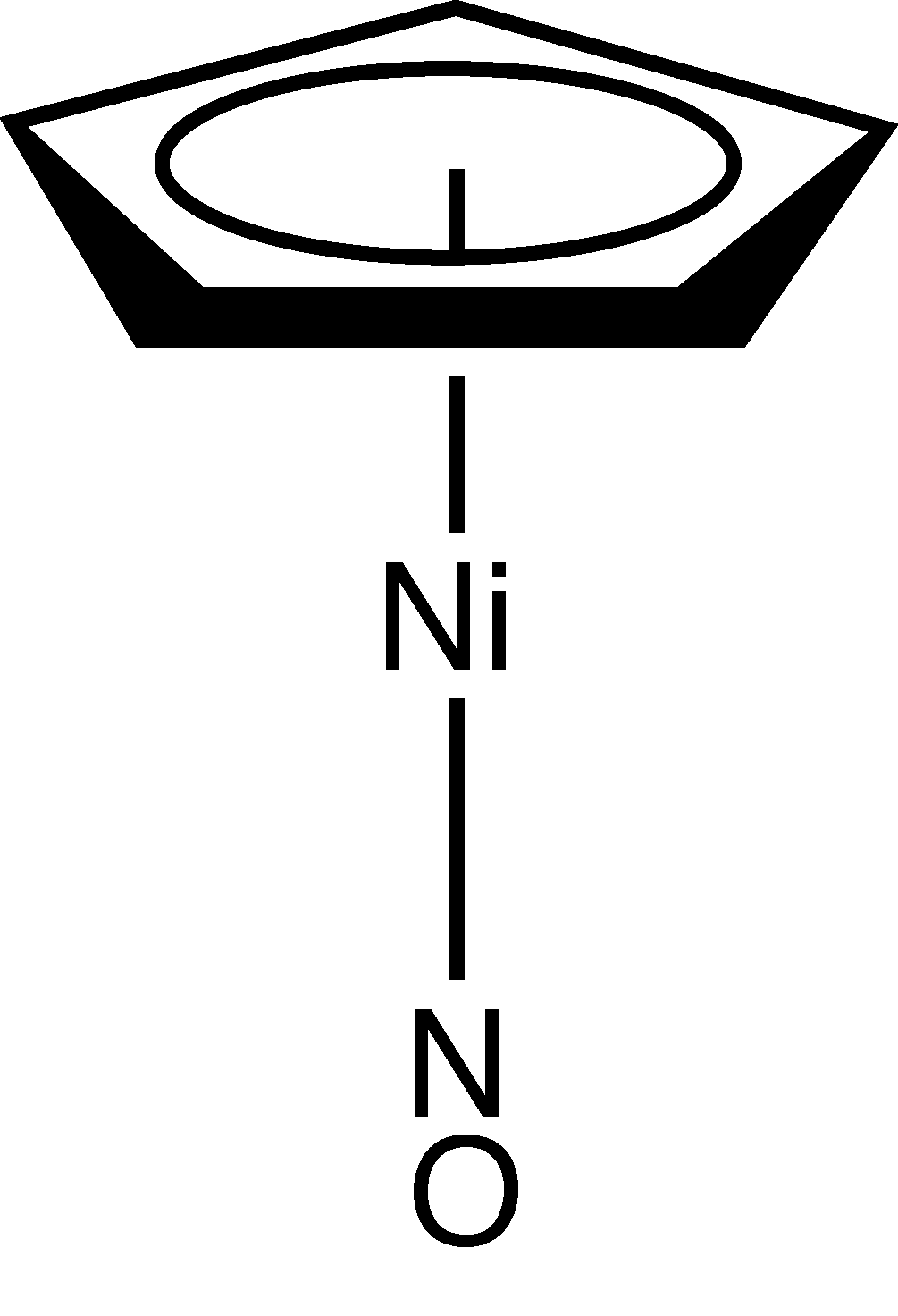
CpNi(NO)
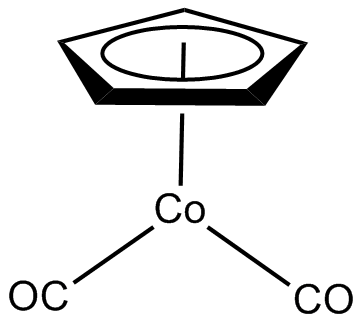
CpCo(CO)2
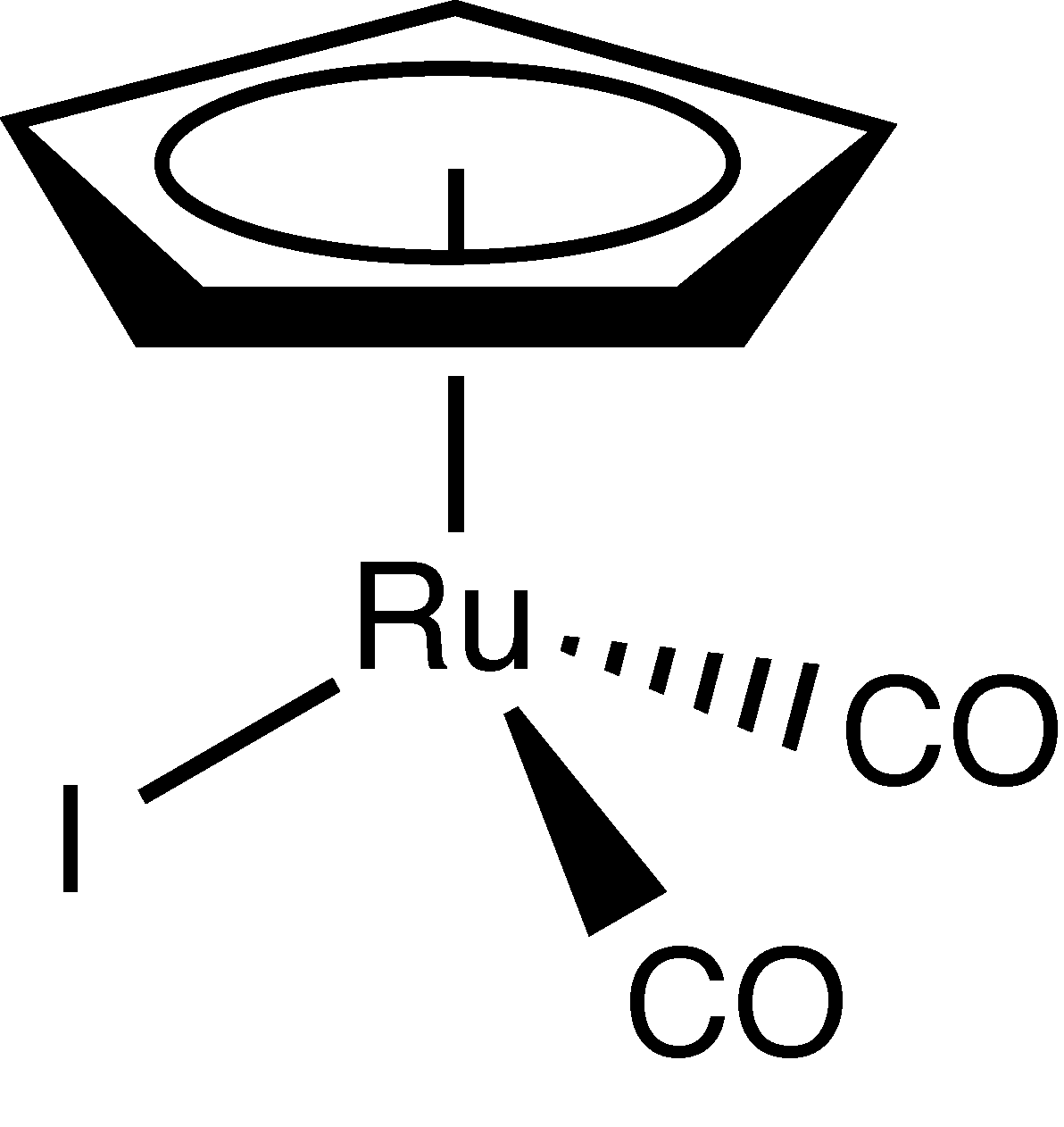
CpRu(CO)2I
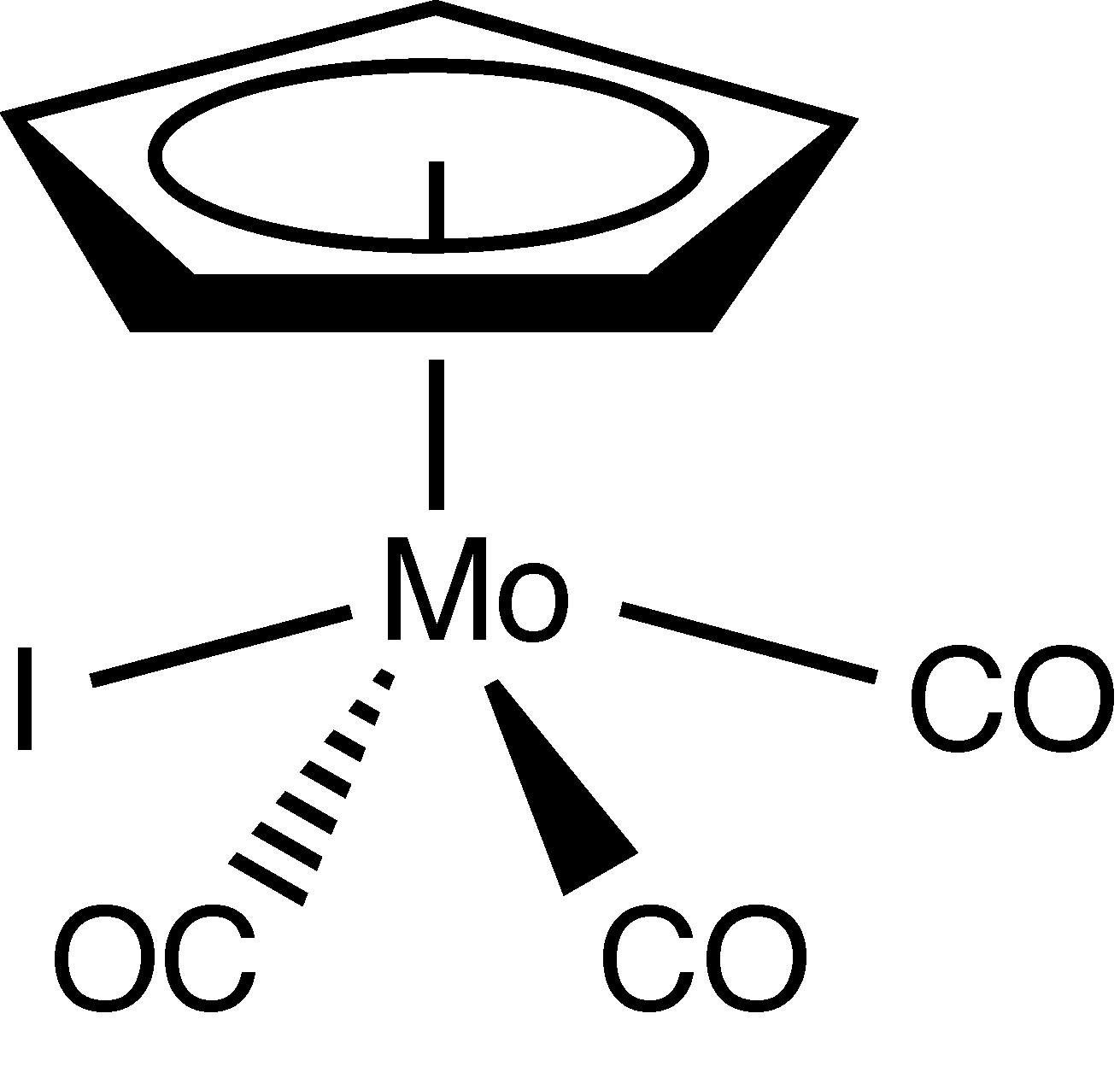
CpMo(CO)3I

Il legante Cp con coordinazione η5 si trova inoltre in numerosi composti di struttura diversissima, come esemplificato dai casi seguenti:

### Complessi contenenti η3-Cp

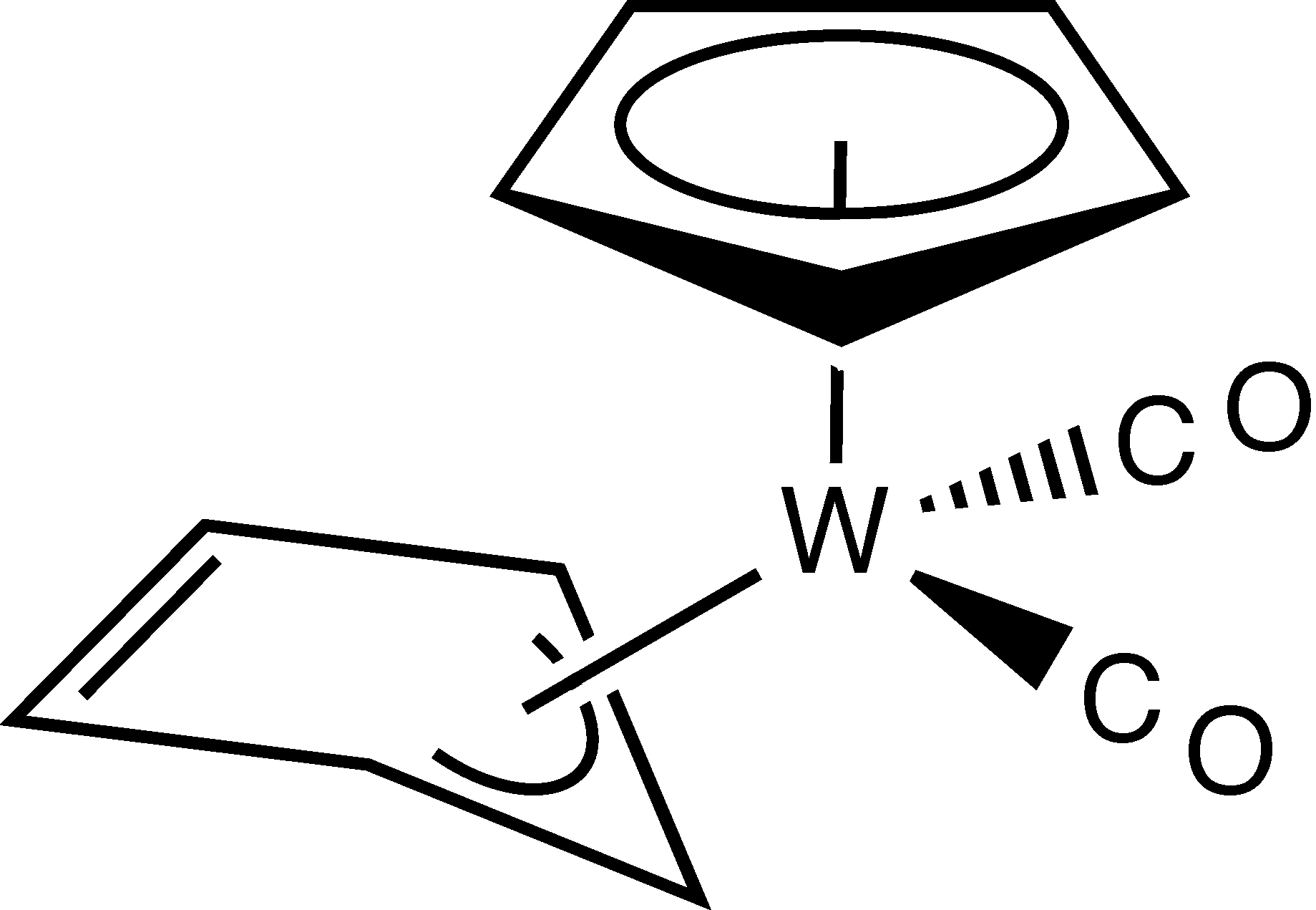
(η^{3}-Cp)(η^{5}-Cp)W(CO)_{2}

Questo tipo di coordinazione del legante ciclopentadienile è piuttosto rara. Tre atomi di carbonio dell'anello possono legarsi al metallo come un anione allilico, mentre gli altri due si comportano come un alchene semplice. Un esempio è il complesso (η3-Cp)(η5-Cp)W(CO)2, dove sono presenti due anelli Cp legati con diversa apticità.

### Complessi contenenti η1-Cp

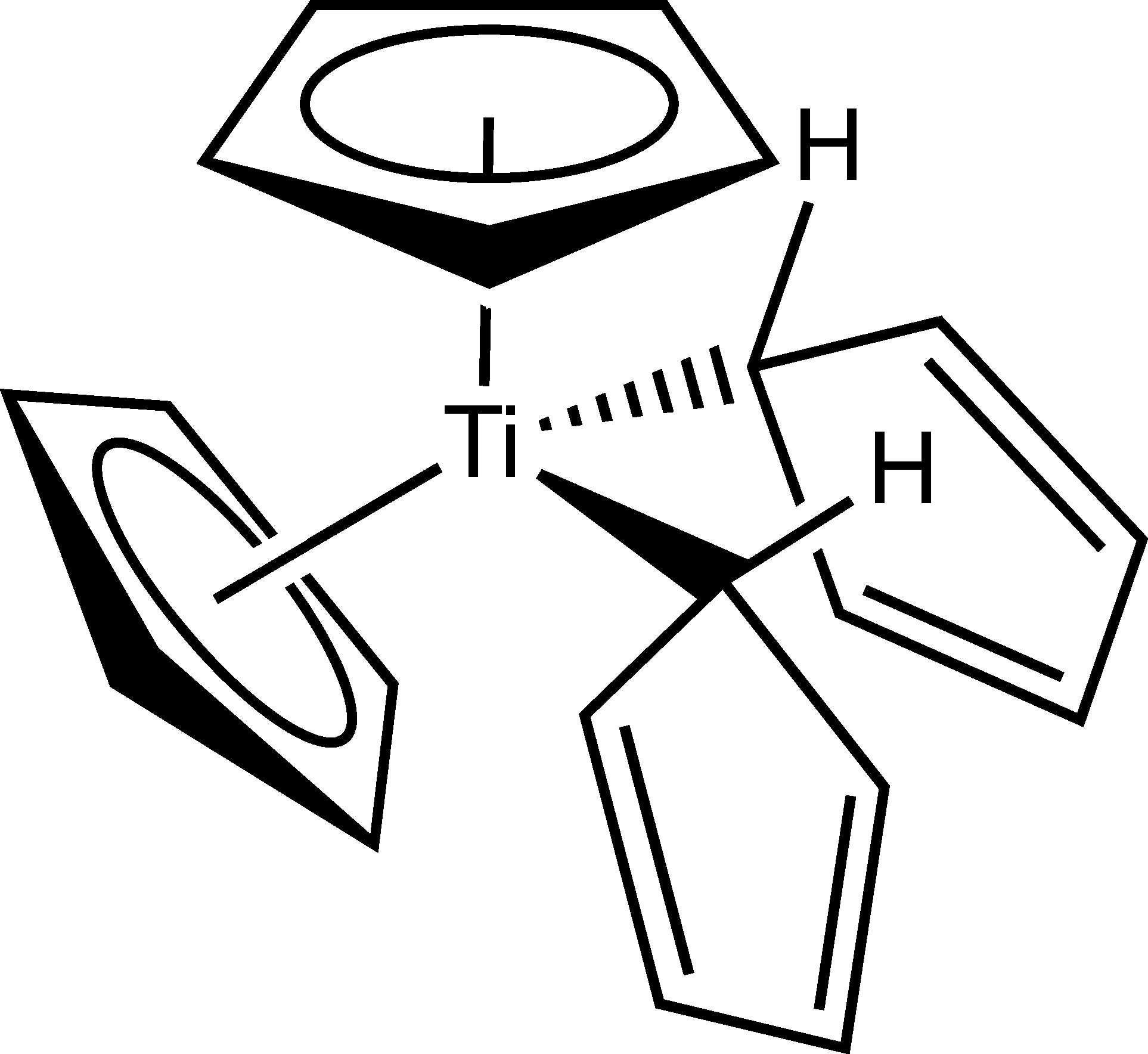
(η^{5}-Cp)_{2}(η^{1}-Cp)_{2}Ti

In questo caso c'è solo un legame σ tra il metallo e uno degli atomi di carbonio del gruppo ciclopentadienile. Nei metalli di transizione un esempio è il complesso (η5-Cp)2(η1-Cp)2Ti. La coordinazione η1-Cp è più comune per elementi del gruppo 14, come nel caso di (η1-Cp)SiR3.

### Composti ionici
Queste specie riguardano soprattutto composti dove l'anione ciclopentadienile è legato a cationi dei metalli alcalini, metalli alcalino-terrosi e dei lantanoidi, e sono in genere chiamate ciclopentadienuri. Alcuni esempi sono NaCp e MgCp2. NaCp è spesso usato come fonte del gruppo Cp per la sintesi di metalloceni e di altri composti contenenti Cp.

## Sintesi
I metodi di sintesi più comuni utilizzano un alogenuro del metallo e ciclopentadienuro di sodio (NaCp) o di tallio (TlCp). Ad esempio:
FeCl2 + 2NaCp → Cp2Fe + 2NaCl
Un'altra possibilità è utilizzare il ciclopentadiene e una base abbastanza forte da poterlo deprotonare:
FeCl2 + 2C6H5 + 2NEt2H → Cp2Fe + 2[NEt2H2]Cl

## Uso di Cp* anziché Cp
Il legante pentametilciclopentadienile (C5Me5–, in genere abbreviato come Cp*) è un derivato importante del Cp. Di solito usato con coordinazione η5, offre vari vantaggi rispetto al Cp. Il legante Cp* è più voluminoso ed è un più forte donatore di elettroni. Il suo legame con il metallo è più forte e riesce a stabilizzare complessi più difficili da ottenere con il Cp. Il maggior ingombro sterico di Cp* diminuisce la tendenza a formare strutture polimeriche. I complessi con il Cp* tendono anche ad essere più solubili.